# Pedro Dellacha
Pedro Rodolfo Dellacha (Lanús, Buenos Aires; 9 de julio de 1926 - Vicente López, Buenos Aires; 31 de julio de 2010) fue un futbolista y entrenador argentino, que se desempeñaba como defensor central. Él era el capitán del equipo nacional de Argentina que ganó la Copa América 1957 y se ganó el apodo de "Don Pedro del Área". Participó en la Copa del Mundo realizada en 1958 en Suecia. Famoso por los marcajes férreos y ásperos contra la estrella húngara/española Ladislao Kubala centro delantero de la Selección de España en una gira por Sudamérica y contra Pelé cuando se presentó con el Santos en la Ciudad de México en 1962. Como director técnico ganó la Copa Libertadores en dos ocasiones y campeonatos de la liga en cuatro países diferentes.
En 1957 participó de la película Fantoche, protagonizada por Luis Sandrini, trabajando como él mismo.

## Trayectoria

### Como jugador

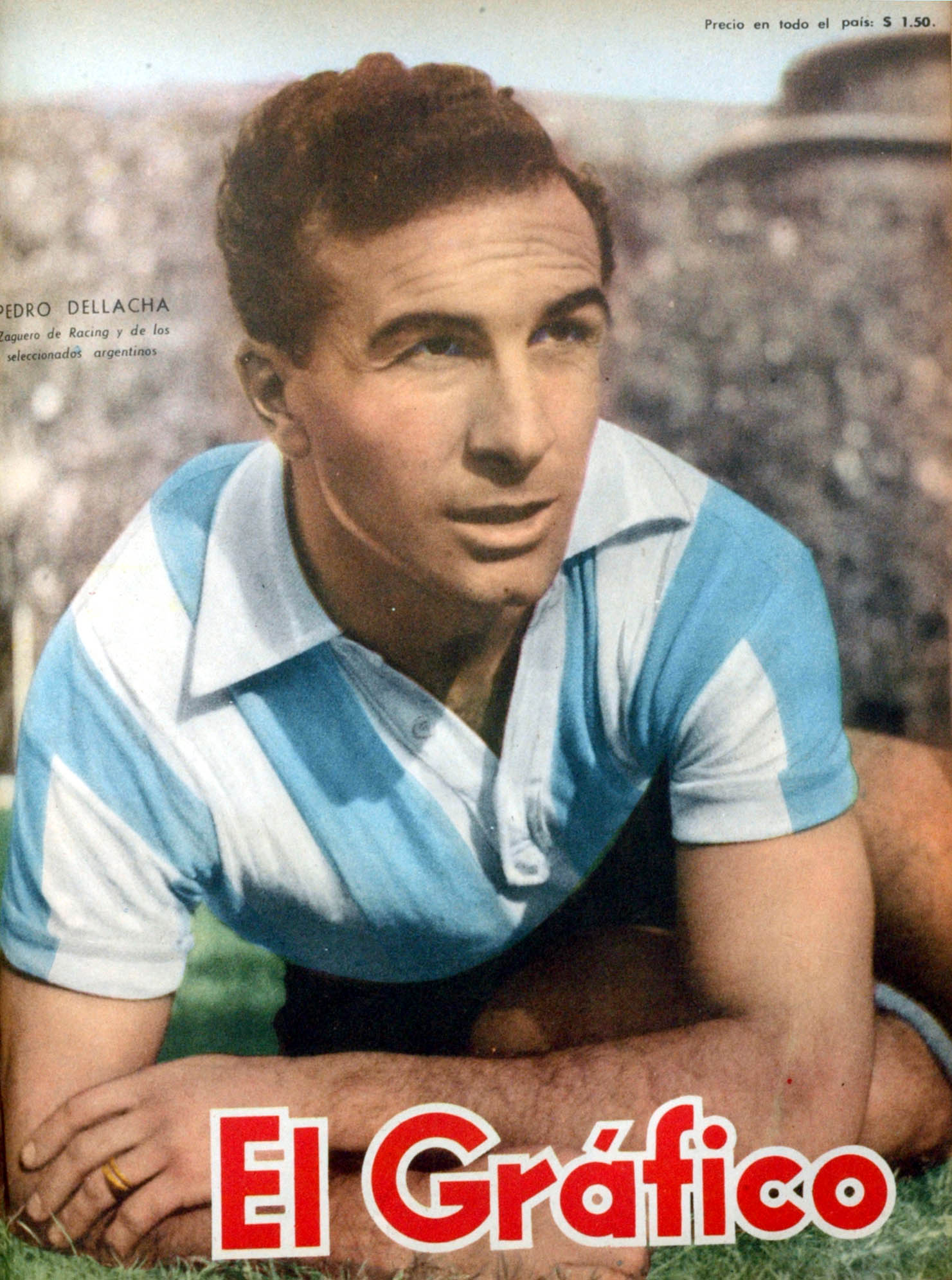
Pedro Dellacha (Racing) en 1955.

Se unió a Quilmes en 1945, y en 1947 hizo su debut con el primer equipo. Formó parte del equipo que ganó el campeonato de Primera B y el ascenso a la Primera División Argentina en 1948. Jugó con el club hasta 1948, haciendo un total de 141 apariciones con 2 goles.
En 1949, se unió a Racing Club, donde jugó 184 partidos y ayudó al club a ganar el campeonato de liga de 1958.
En 1953, apareció en la película El hijo del crack.

### Con la Selección Argentina
Dellacha jugó 35 veces para el equipo nacional de Argentina entre 1953 y 1958. Ha jugado en tres ediciones de la Copa América para ganar el torneo en dos ocasiones en 1955 y 1957. En 1957 fue el capitán del equipo y fue galardonado con el premio Olimpia de Oro por su papel en la dirección a la victoria. También jugó en el Mundial de Suecia de 1958.
Arquetipo de back central -casi impasable por abajo y buen cabeceador a pesar del metro 74 cm de altura-, cuando al arquero (tiempos del esquema táctico WM, tres defensores, dos mediocampistas de equilibrio, dos armadores y dos delanteros) se lo protegía con tres defensores, el apodo de Don Pedro del Área se lo ganó a fuerza de batallas, porque así, y no de otra forma, entendió y practicó el fútbol. “Yo jugué con él en Racing y en la Selección, decía Pizzuti amigo y compañero y por eso doy fé de que nunca empezó un partido contemplando la posibilidad de perderlo.
Pedrito fue un defensor feroz. Tan duro en el campo de juego como buena gente y hombre sensible fuera de él”, agregó el máximo responsable del Equipo de José cuando el rememorar aquellos buenos viejos tiempos empezaba a transformarse en lágrimas.

### Marcajes a Kubala y a Pelé
La historia escrita puede certificar que las palabras de Pizzuti no están ni un poco acomodadas para la ocasión. Allá por 1953 llegó, a la cancha de River, un notable delantero húngaro nacionalizado español, Ladislao Kubala, integrando el seleccionado rojo y amarillo. Rápido para los mandados, Dellacha lo cruzó y el atacante cayó cabeza abajo como un avión en picada. 
Siendo jugador del equipo Necaxa de la Primera División Mexicana, se presentó el equipo brasileño Santos con su estrella Edson Arantes do Nascimento, Pelé, en la Ciudad de México. Las crónicas deportivas de ese tiempo, mencionan que Pelé, la gran estrella brasileña no lució como solía hacerlo, debido al férreo marcaje realizado. Otras crónicas mencionan que ni el balón tocó. También el mismísimo Pelé recuerda en su libro que Don Pedro fue uno de los marcadores más ásperos a los que le tocó enfrentar.

### Retiro
Pedro Dellacha fue contratado en México por el Club Necaxa en 1958 hasta 1965 año en que se retiró y en donde demostró una calidad en la defensa central en donde terminó su carrera como jugador en México con el Club Necaxa,

#### Participaciones en Copas del Mundo
| Mundial                        | Sede   | Resultado    |
| ------------------------------ | ------ | ------------ |
| Copa Mundial de Fútbol de 1958 | Suecia | Primera fase |

### Como entrenador
Dellacha pasó a convertirse en un entrenador de fútbol con éxito, ganó títulos de liga en diferentes países (Argentina, Uruguay y Colombia (con Millonarios en 1978) y condujo a Independiente a dos campeonatos de Copa Libertadores en 1972 y 1975. A nivel internacional, dirigió en España a Celta de Vigo, en Uruguay a Nacional, en Colombia a Millonarios, en México a Monterrey y Santos Laguna, en Perú a Alianza Lima y en Honduras a Marathón.

## Clubes

### Como jugador
| Club        | País      | Año       |
| ----------- | --------- | --------- |
| Quilmes     | Argentina | 1947-1948 |
| Racing Club | Argentina | 1949-1958 |
| Necaxa      | México    | 1959-1965 |

### Como entrenador
| Club               | País      | Año       |
| ------------------ | --------- | --------- |
| Ferro Carril Oeste | Argentina | 1965      |
| Lanús              | Argentina | 1966-1968 |
| Platense           | Argentina | 1968-1969 |
| San Lorenzo        | Argentina | 1969-1970 |
| Independiente      | Argentina | 1970-1971 |
| Newell's Old Boys  | Argentina | 1971      |
| Independiente      | Argentina | 1972      |
| Celta de Vigo      | España    | 1972-1973 |
| Vélez Sarsfield    | Argentina | 1974-1975 |
| Independiente      | Argentina | 1975-1976 |
| Racing Club        | Argentina | 1976      |
| Nacional           | Uruguay   | 1977      |
| Millonarios        | Colombia  | 1978      |
| Monterrey          | México    | 1980-1981 |
| Lanús              | Argentina | 1983-1984 |
| Huracán            | Argentina | 1986      |
| Alianza Lima       | Perú      | 1992      |
| Santos Laguna      | México    | 1992-1993 |
| Marathón           | Honduras  | 1996      |

## Selección nacional

### Estadísticas
| Selección     | Año           | Amistosos | Amistosos | Mundial | Mundial | Sudamericano | Sudamericano | Eliminatorias | Eliminatorias | Total | Total | Media goleadora |
| Selección     | Año           | PJ        | G         | PJ      | G       | PJ           | G            | PJ            | G             | PJ    | G     | Media goleadora |
| ------------- | ------------- | --------- | --------- | ------- | ------- | ------------ | ------------ | ------------- | ------------- | ----- | ----- | --------------- |
| Absoluta      | 1953          | 3         | 0         | -       | -       | -            | -            | -             | -             | 3     | 0     | 0               |
| Absoluta      | 1954          | 2         | 0         | -       | -       | -            | -            | -             | -             | 2     | 0     | 0               |
| Absoluta      | 1955          | -         | -         | -       | -       | 4            | 0            | -             | -             | 4     | 0     | 0               |
| Absoluta      | 1956          | 7         | 0         | -       | -       | 2            | 0            | -             | -             | 9     | 0     | 0               |
| Absoluta      | 1957          | 3         | 0         | -       | -       | 6            | 0            | 3             | 0             | 12    | 0     | 0               |
| Absoluta      | 1958          | 2         | 0         | 3       | 0       | -            | -            | -             | -             | 5     | 0     | 0               |
| Absoluta      | Total         | 17        | 0         | 3       | 0       | 12           | 0            | 3             | 0             | 35    | 0     | 0               |
| Total carrera | Total carrera | 17        | 0         | 3       | 0       | 12           | 0            | 3             | 0             | 35    | 0     | 0               |

## Estadísticas como entrenador
| Club                         | Temporada           | Liga | Liga | Liga | Liga | Copa nacional | Copa nacional | Copa nacional | Copa nacional | Copa continental | Copa continental | Copa continental | Copa continental | Otras copas | Otras copas | Otras copas | Otras copas | Total | Total | Total | Total | % Efectividad |
| Club                         | Temporada           | PJ   | G    | E    | P    | PJ            | G             | E             | P             | PJ               | G                | E                | P                | PJ          | G           | E           | P           | PJ    | G     | E     | P     | % Efectividad |
| ---------------------------- | ------------------- | ---- | ---- | ---- | ---- | ------------- | ------------- | ------------- | ------------- | ---------------- | ---------------- | ---------------- | ---------------- | ----------- | ----------- | ----------- | ----------- | ----- | ----- | ----- | ----- | ------------- |
| Ferro Carril Oeste Argentina | 1965                | 34   | 11   | 15   | 8    | -             | -             | -             | -             | -                | -                | -                | -                | -           | -           | -           | -           | 34    | 11    | 15    | 8     | 54.41         |
| Ferro Carril Oeste Argentina | Total               | 34   | 11   | 15   | 8    | -             | -             | -             | -             | -                | -                | -                | -                | -           | -           | -           | -           | 34    | 11    | 15    | 8     | 54.41         |
| Lanús Argentina              | 1966                | 38   | 9    | 13   | 16   | -             | -             | -             | -             | -                | -                | -                | -                | -           | -           | -           | -           | 38    | 9     | 13    | 16    | 40.79         |
| Lanús Argentina              | M-1967              | 22   | 7    | 8    | 7    | -             | -             | -             | -             | -                | -                | -                | -                | -           | -           | -           | -           | 22    | 7     | 8     | 7     | 50            |
| Lanús Argentina              | N-1967              | 15   | 8    | 0    | 7    | -             | -             | -             | -             | -                | -                | -                | -                | -           | -           | -           | -           | 15    | 8     | 0     | 7     | 53.33         |
| Lanús Argentina              | M-1968              | 22   | 9    | 6    | 7    | -             | -             | -             | -             | -                | -                | -                | -                | -           | -           | -           | -           | 22    | 9     | 6     | 7     | 54.55         |
| Lanús Argentina              | 1983                | 42   | 10   | 19   | 13   | -             | -             | -             | -             | -                | -                | -                | -                | -           | -           | -           | -           | 42    | 10    | 19    | 13    | 46.43         |
| Lanús Argentina              | 1984                | 46   | 21   | 12   | 13   | -             | -             | -             | -             | -                | -                | -                | -                | -           | -           | -           | -           | 46    | 21    | 12    | 13    | 58.7          |
| Lanús Argentina              | Total               | 185  | 64   | 58   | 63   | -             | -             | -             | -             | -                | -                | -                | -                | -           | -           | -           | -           | 185   | 64    | 58    | 63    | 50.27         |
| Platense Argentina           | M-1968              | 18   | 6    | 8    | 4    | -             | -             | -             | -             | -                | -                | -                | -                | -           | -           | -           | -           | 18    | 6     | 8     | 4     | 55.56         |
| Platense Argentina           | M-1969              | 22   | 8    | 7    | 7    | 4             | 3             | 0             | 1             | -                | -                | -                | -                | -           | -           | -           | -           | 26    | 11    | 7     | 8     | 55.77         |
| Platense Argentina           | Total               | 40   | 12   | 15   | 11   | 4             | 3             | 0             | 1             | -                | -                | -                | -                | -           | -           | -           | -           | 44    | 17    | 15    | 12    | 55.68         |
| San Lorenzo Argentina        | N-1969              | 17   | 12   | 3    | 2    | -             | -             | -             | -             | -                | -                | -                | -                | -           | -           | -           | -           | 17    | 12    | 3     | 2     | 79.41         |
| San Lorenzo Argentina        | M-1970              | 20   | 7    | 11   | 2    | 4             | 2             | 2             | 0             | -                | -                | -                | -                | -           | -           | -           | -           | 24    | 9     | 13    | 2     | 64.58         |
| San Lorenzo Argentina        | Total               | 37   | 19   | 14   | 4    | 4             | 2             | 2             | 0             | -                | -                | -                | -                | -           | -           | -           | -           | 41    | 21    | 16    | 4     | 70.73         |
| Independiente Argentina      | N-1970              | 20   | 9    | 3    | 8    | -             | -             | -             | -             | -                | -                | -                | -                | -           | -           | -           | -           | 20    | 9     | 3     | 8     | 52.5          |
| Independiente Argentina      | M-1971              | 36   | 20   | 10   | 6    | -             | -             | -             | -             | -                | -                | -                | -                | -           | -           | -           | -           | 36    | 20    | 10    | 6     | 69.44         |
| Independiente Argentina      | M-1972              | 21   | 5    | 8    | 8    | -             | -             | -             | -             | 12               | 7                | 4                | 1                | 2           | 0           | 1           | 1           | 35    | 12    | 13    | 10    | 52.86         |
| Independiente Argentina      | M-1975              | 17   | 4    | 3    | 10   | -             | -             | -             | -             | 4                | 3                | 0                | 1                | -           | -           | -           | -           | 21    | 7     | 3     | 11    | 40.48         |
| Independiente Argentina      | N-1975              | 16   | 6    | 7    | 3    | -             | -             | -             | -             | -                | -                | -                | -                | -           | -           | -           | -           | 16    | 6     | 7     | 3     | 59.38         |
| Independiente Argentina      | M-1976              | 33   | 12   | 10   | 11   | -             | -             | -             | -             | 4                | 2                | 1                | 1                | -           | -           | -           | -           | 37    | 14    | 11    | 12    | 52.7          |
| Independiente Argentina      | Total               | 143  | 56   | 41   | 46   | -             | -             | -             | -             | 20               | 12               | 5                | 3                | 2           | 0           | 1           | 1           | 165   | 68    | 47    | 50    | 55.45         |
| Newell's Old Boys Argentina  | N-1971              | 15   | 9    | 5    | 1    | -             | -             | -             | -             | -                | -                | -                | -                | -           | -           | -           | -           | 15    | 9     | 5     | 1     | 76.67         |
| Newell's Old Boys Argentina  | Total               | 15   | 9    | 5    | 1    | -             | -             | -             | -             | -                | -                | -                | -                | -           | -           | -           | -           | 15    | 9     | 5     | 1     | 76.67         |
| Celta de Vigo · España       | 1972-73             | 28   | 7    | 8    | 13   | -             | -             | -             | -             | -                | -                | -                | -                | -           | -           | -           | -           | 28    | 7     | 8     | 13    | 39.29         |
| Celta de Vigo · España       | Total               | 28   | 7    | 8    | 13   | -             | -             | -             | -             | -                | -                | -                | -                | -           | -           | -           | -           | 28    | 7     | 8     | 13    | 39.29         |
| Vélez Sarsfield Argentina    | M-1974              | 18   | 4    | 4    | 10   | -             | -             | -             | -             | -                | -                | -                | -                | -           | -           | -           | -           | 18    | 4     | 4     | 10    | 33.33         |
| Vélez Sarsfield Argentina    | N-1974              | 25   | 15   | 4    | 6    | -             | -             | -             | -             | -                | -                | -                | -                | -           | -           | -           | -           | 25    | 15    | 4     | 6     | 68            |
| Vélez Sarsfield Argentina    | M-1975              | 21   | 5    | 6    | 10   | -             | -             | -             | -             | -                | -                | -                | -                | -           | -           | -           | -           | 21    | 5     | 6     | 10    | 38.1          |
| Vélez Sarsfield Argentina    | Total               | 64   | 24   | 14   | 26   | -             | -             | -             | -             | -                | -                | -                | -                | -           | -           | -           | -           | 64    | 24    | 14    | 26    | 48.44         |
| Racing Club Argentina        | N-1976              | 16   | 7    | 3    | 6    | -             | -             | -             | -             | -                | -                | -                | -                | -           | -           | -           | -           | 16    | 7     | 3     | 6     | 53.13         |
| Racing Club Argentina        | Total               | 16   | 7    | 3    | 6    | -             | -             | -             | -             | -                | -                | -                | -                | -           | -           | -           | -           | 16    | 7     | 3     | 6     | 53.13         |
| Nacional · Uruguay           | 1977                | 22   | 16   | 4    | 2    | -             | -             | -             | -             | -                | -                | -                | -                | -           | -           | -           | -           | 22    | 16    | 4     | 2     | 81.82         |
| Nacional · Uruguay           | Total               | 22   | 16   | 4    | 2    | -             | -             | -             | -             | -                | -                | -                | -                | -           | -           | -           | -           | 22    | 16    | 4     | 2     | 81.82         |
| Millonarios · Colombia       | F-1978              | 18   | 8    | 8    | 2    | -             | -             | -             | -             | -                | -                | -                | -                | -           | -           | -           | -           | 18    | 8     | 8     | 2     |               |
| Millonarios · Colombia       | Total               | 18   | 8    | 8    | 2    | -             | -             | -             | -             | -                | -                | -                | -                | -           | -           | -           | -           | 18    | 8     | 8     | 2     |               |
| Monterrey · México           | 1980-81             | 38   | 12   | 14   | 12   | -             | -             | -             | -             | -                | -                | -                | -                | -           | -           | -           | -           | 38    | 12    | 14    | 12    | 50            |
| Monterrey · México           | Total               | 38   | 12   | 14   | 12   | -             | -             | -             | -             | -                | -                | -                | -                | -           | -           | -           | -           | 38    | 12    | 14    | 12    | 50            |
| Huracán Argentina            | 1985-86             | 17   | 9    | 4    | 4    | -             | -             | -             | -             | -                | -                | -                | -                | -           | -           | -           | -           | 17    | 9     | 4     | 4     | 64.71         |
| Huracán Argentina            | Total               | 17   | 9    | 4    | 4    | -             | -             | -             | -             | -                | -                | -                | -                | -           | -           | -           | -           | 17    | 9     | 4     | 4     | 64.71         |
| Alianza Lima · Perú          | 1992                | 4    | 0    | 3    | 1    | -             | -             | -             | -             | -                | -                | -                | -                | -           | -           | -           | -           | 4     | 0     | 3     | 1     | 37.5          |
| Alianza Lima · Perú          | Total               | 4    | 0    | 3    | 1    | -             | -             | -             | -             | -                | -                | -                | -                | -           | -           | -           | -           | 4     | 0     | 3     | 1     | 37.5          |
| Santos Laguna · México       | 1992-93             | 6    | 1    | 0    | 5    | -             | -             | -             | -             | -                | -                | -                | -                | -           | -           | -           | -           | 6     | 1     | 0     | 5     | 16.67         |
| Santos Laguna · México       | Total               | 6    | 1    | 0    | 5    | -             | -             | -             | -             | -                | -                | -                | -                | -           | -           | -           | -           | 6     | 1     | 0     | 5     | 16.67         |
| Marathón Honduras            | 1996-97             | 9    | 2    | 3    | 4    | -             | -             | -             | -             | -                | -                | -                | -                | -           | -           | -           | -           | 9     | 2     | 3     | 4     | 33.33         |
| Marathón Honduras            | Total               | 9    | 2    | 3    | 4    | -             | -             | -             | -             | -                | -                | -                | -                | -           | -           | -           | -           | 9     | 2     | 3     | 4     | 33.33         |
| Total en su carrera          | Total en su carrera | 717  | 273  | 221  | 221  | 8             | 5             | 2             | 1             | 20               | 12               | 5                | 3                | 2           | 0           | 1           | 1           | 747   | 292   | 229   | 226   | 54.22         |

## Palmarés

### Como jugador

#### Copas internacionales
| Título           | Club        | País      | Año  |
| ---------------- | ----------- | --------- | ---- |
| Primera División | Racing Club | Argentina | 1958 |

| Título       | Club                | Sede  | Año  |
| ------------ | ------------------- | ----- | ---- |
| Copa América | Selección Argentina | Chile | 1955 |
| Copa América | Selección Argentina | Perú  | 1957 |

#### Distinciones individuales
| Distinción                                        | Año  |
| ------------------------------------------------- | ---- |
| Olimpia de Oro - Deportista más destacado del año | 1957 |

### Como entrenador

#### Campeonatos nacionales
| Título              | Club          | País      | Año    |
| ------------------- | ------------- | --------- | ------ |
| Primera División    | Independiente | Argentina | M-1971 |
| Campeonato Uruguayo | Nacional      | Uruguay   | 1977   |
| Primera A           | Millonarios   | Colombia  | 1978   |

#### Copas internacionales
| Título            | Club          | Sede       | Año  |
| ----------------- | ------------- | ---------- | ---- |
| Copa Libertadores | Independiente | Avellaneda | 1972 |
| Copa Libertadores | Independiente | Asunción   | 1975 |

## Fallecimiento
Pedro Rodolfo Dellacha, quien padecía de la enfermedad de Alzheimer (demencia senil), murió en el año 2010 a los 84 años en un hospital geriátrico de Vicente López.

## Filmografía

### Cine
| 1957 | Fantoche | Él Mismo |